# Armageddon 2008
Armageddon 2008 è stata la nona ed ultima edizione dell'omonimo evento in pay-per-view prodotto dalla WWE. L'evento si è svolto il 14 dicembre 2008 alla HSBC Arena a Buffalo in New York.

## Storyline
Il 23 novembre, a Survivor Series, Jeff Hardy, dopo essere stato ritrovato privo di sensi sulle scale di un hotel di Boston presso cui alloggiava prima dell'inizio dell'evento (kayfabe), fu rimosso dal match per il WWE Championship, che rimase così solamente tra Vladimir Kozlov e il campione Triple H. Più avanti, la sera stessa, durante il match per il titolo, la General Manager di SmackDown, Vickie Guerrero, annunciò che l'incontro sarebbe stato un Triple Threat match con l'aggiunta del rientrante Edge (assente da quasi quattro mesi) in sostituzione dell'impossibilitato Hardy. Poco dopo, Edge vinse l'incontro, schienando Triple H per conquistare il WWE Championship per la terza volta. Nella puntata di SmackDown del 28 novembre la General Manager Vickie Guerrero sancì un Beat the Clock Challenge match tra Hardy, Kozlov e Triple H per determinare il contendente n°1 al titolo di Edge per Armageddon. Nella puntata di SmackDown del 5 dicembre, dopo che Hardy e Triple H avevano entrambi stabilito il miglior tempo di vittoria generale, sconfiggendo i loro rispettivi avversari nel medesimo tempo (12 minuti e 13 secondi), fu annunciato un Triple Threat match tra Edge, Hardy e Triple H con in palio il WWE Championship (di Edge) per Armageddon.
A Survivor Series, il rientrante John Cena sconfisse il campione Chris Jericho, conquistando così il World Heavyweight Championship per la prima volta. Nella puntata di Raw del 24 novembre Jericho vinse un Triple Threat match che includeva anche Batista e Randy Orton, ottenendo così un incontro per il titolo di Cena. Un match tra Cena e Jericho con in palio il World Heavyweight Championship fu poi sancito per Armageddon.
Nella puntata di Raw del 24 novembre la General Manager dello show, Stephanie McMahon, annunciò la creazione di un torneo ad otto uomini per determinare il contendente n°1 all'Intercontinental Championship di William Regal; con la finale che si sarebbe poi svolta ad Armageddon. Nella puntata di Raw dell'8 dicembre CM Punk e Rey Mysterio si qualificarono per la finale di Armageddon dopo che avevano rispettivamente sconfitto John Morrison e Kofi Kingston in semifinale.
Nella puntata di Raw del 10 novembre il rientrante Randy Orton si confrontò con Batista (entrambi rivendicando un match per il titolo), affermando di essere sempre stato migliore di questi sin dai tempi dell'Evolution. A Survivor Series, il team capitanato da Orton, che includeva anche Cody Rhodes, Mark Henry, lo United States Champion Shelton Benjamin e l'Intercontinental Champion William Regal, sconfisse il team capitanato da Batista, che includeva anche l'ECW Champion Matt Hardy, R-Truth, CM Punk e Kofi Kingston, in un 5-on-5 Traditional Survivor Series Elimination match. Nella puntata di Raw del 24 novembre, dopo che entrambi avevano perso un Triple Threat match a favore di Chris Jericho con in palio lo status di contendente n°1 al World Heavyweight Championship di John Cena, fu sancito un match tra Batista e Orton per Armageddon.
Nella puntata di SmackDown del 28 novembre Vladimir Kozlov affrontò l'ECW Champion Matt Hardy in un Beat the Clock Challenge match per determinare il contendente n°1 del WWE Champion Edge; tuttavia lo stesso Kozlov non riuscì a sconfiggerlo entro il limite di tempo fissato, perdendo dunque la sfida. Un match tra Hardy e Kozlov fu poi annunciato per Armageddon, senza però l'ECW Championship del primo in palio.
Nella puntata di ECW del 4 novembre Finlay sconfisse Mark Henry, diventando il contendente n° 1 all'ECW Championship di Matt Hardy; tuttavia, la settimana seguente, questi lo sconfisse per mantenere il titolo a causa dell'intervento di Henry. Dopo continui scontri tra i due, fu sancito un Belfast Brawl match tra Finlay e Henry per Armageddon.
Per Armageddon fu inoltre annunciato un Santa's Little Helper match tra Maria, Kelly Kelly, Mickie James e la Divas Champion Michelle McCool contro Maryse, Jillian Hall, Victoria e Natalya.

## Risultati
| #    | Incontri | Stipulazioni                                                                        | Durata |
| ---- | --- | ----------------------------------------------------------------------------------- | ------ |
| Dark | John Morrison e The Miz hanno sconfitto Jesse e Festus                                                      | Tag team match                                                                      | —      |
| 1    | Vladimir Kozlov ha sconfitto Matt Hardy                                                                     | Single match                                                                        | 09:02  |
| 2    | CM Punk ha sconfitto Rey Mysterio                                                                           | Single match per determinare il primo sfidante al WWE Intercontinental Championship | 12:15  |
| 3    | Finlay ha sconfitto Mark Henry (con Tony Atlas)                                                             | Belfast brawl                                                                       | 09:38  |
| 4    | Batista ha sconfitto Randy Orton (con Cody Rhodes e Manu)                                                   | Single match                                                                        | 16:41  |
| 5    | Kelly Kelly, Maria, Michelle McCool e Mickie James hanno sconfitto Jillian Hall, Maryse, Natalya e Victoria | Four-on-four tag team match                                                         | 04:33  |
| 6    | John Cena (c) ha sconfitto Chris Jericho per sottomissione                                                  | Single match per il World Heavyweight Championship                                  | 12:43  |
| 7    | Jeff Hardy ha sconfitto Edge (c) e Triple H                                                                 | Triple threat match per il WWE Championship                                         | 17:19  |